# Mario Roth
Mario Roth (Osijek, 24. prosinca 1981.) hrvatski je pjevač. Vokal je osječke grupe Vigor. Natjecao se u zabavno-pjevačkoj emisiji Tvoje lice zvuči poznato u kojem je ušao u finale te u 8. sezoni postao i član žirija.

### Glazbena karijera
Mario Roth pjeva od svoje šeste godine. Prvi nastup pred publikom imao je 1991. godine na Dječjem festivalu Djecopjev gdje je osvojio treće mjesto. Kao dijete nastupao je na više festivala, na Turbo Limach Show nastupa 1996. godine, Modri biser Rovinja, u emisiji Pljesak molim 1996. godine, te na Story Supernova Music Talents.[nedostaje izvor]
S navijačkom pjesmom "Idemo Hrvatska", koju u suradnji s Mariom Rothom izvode ZETZ, Giuliano, Pero Galić, Ivan Penezić te Igor Delač dosegao je 1. mjesto službene nacionalne top liste HR Top 40.

### Ostali glazbeni festivali
- "Dječji festival Djecopjev"
- "Modri biser Rovinja"

### Singlovi
| Godina | Pjesma                   | Duet                            | Album     |
| ------ | ------------------------ | ------------------------------- | --------- |
| 2019.  | Drugo ime ljubavi        |                                 |           |
| 2017.  | Merak                    | Miroslav Škoro i Grupa Vigor    | Još fališ |
| 2009.  | Ako me voliš             | Vlatka Kopić Tena i Grupa Vigor | Još fališ |
| 2013.  | Još fališ                | Grupa Vigor                     | Još fališ |
| 2017.  | Marija                   | Grupa Vigor                     | Još fališ |
| 2014.  | Da sam ja on             | Grupa Vigor                     | Još fališ |
| 2014.  | Divna                    | Grupa Vigor                     | Još fališ |
| 2016.  | Ne brine me              | Grupa Vigor                     | Još fališ |
| 2016.  | Zašto me mučiš,nevjero   | Grupa Vigor                     | Još fališ |
| 2016.  | Gdje si sada pile moje   | Grupa Vigor                     | Još fališ |
| 2009.  | Dok zora nije svanula    | Grupa Vigor                     | Još fališ |
| 2016.  | Teško je                 | Grupa Vigor                     | Još fališ |
| 2015.  | Život je raj             | Grupa Vigor                     | Još fališ |
| 2015.  | Mala zvijer              | Grupa Vigor                     | Još fališ |
| 2015.  | Moja vilo                | Grupa Vigor                     | Još fališ |
| 2014.  | Kojim da te zovem imenom | Grupa Vigor                     | Još fališ |
| 2014.  | Titanik                  | Grupa Vigor                     | Još fališ |
| 2012.  | Tako lako                |                                 |           |